# Vossloh G 1000 BB

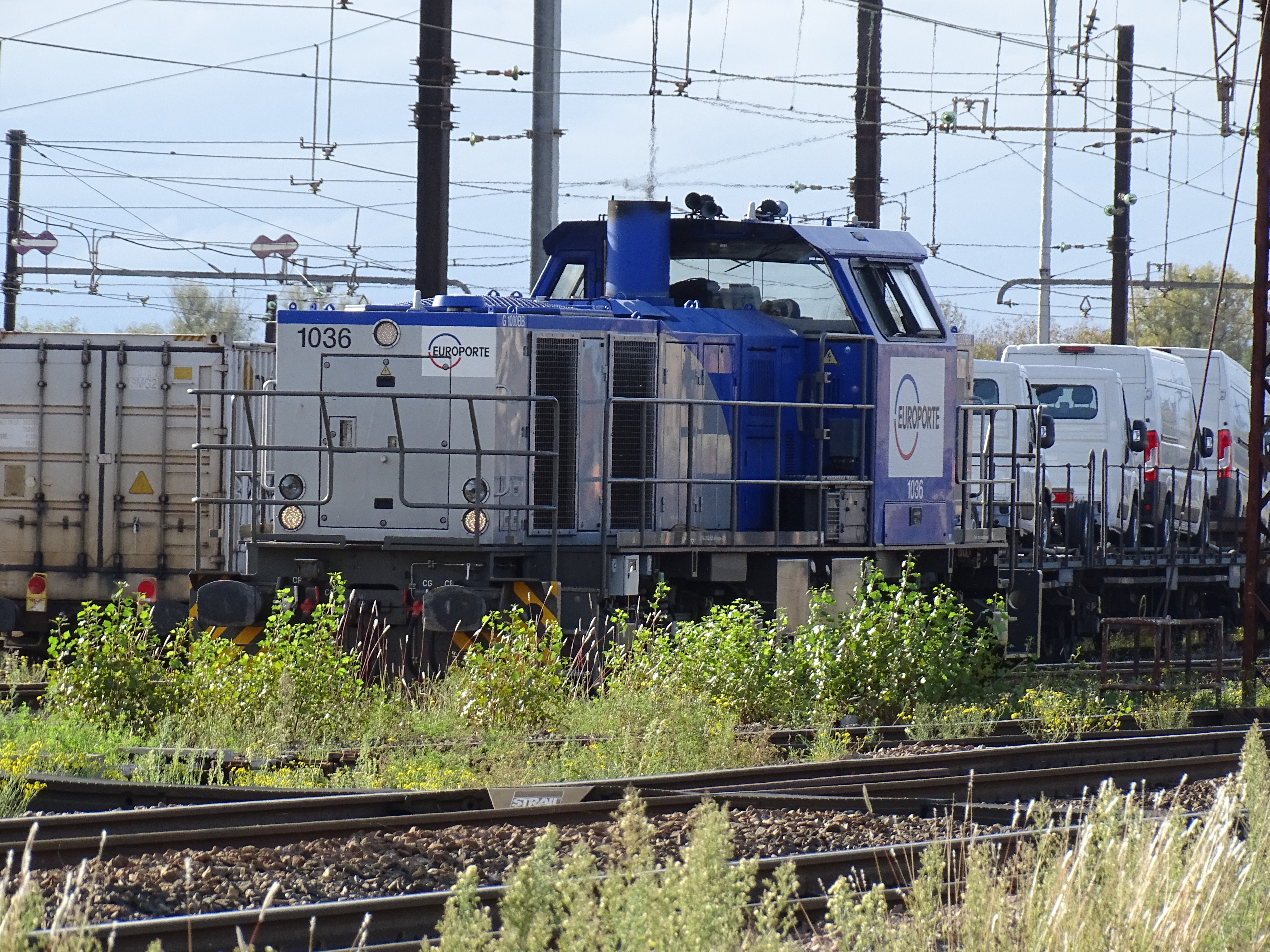
Prise en photo à proximité du triage d'Ambérieu

La Vossloh G 1000 BB est une locomotive diesel de Vossloh Locomotives GmbH construite depuis 2002. Elle développe une puissance maximale de 1100 kW et atteint une vitesse maximale de 100 km/h. Elle a une capacité de carburant de 3000 l. Elle émet peu d'émissions gazeuses et sonores.
Elle est autorisée à circuler en Allemagne, Italie et en France.
De nombreuses entreprises exploitent des G 1000 en France telles que :
- ECR
- Colas Rail ;
- CFR ;
- Ferrotract.
- Railcoop

En Belgique, la série 77/78 (manœuvres et locomotives de lignes).

## Modélisme
Cette locomotive a été reproduite en N par la firme Hobby Train.

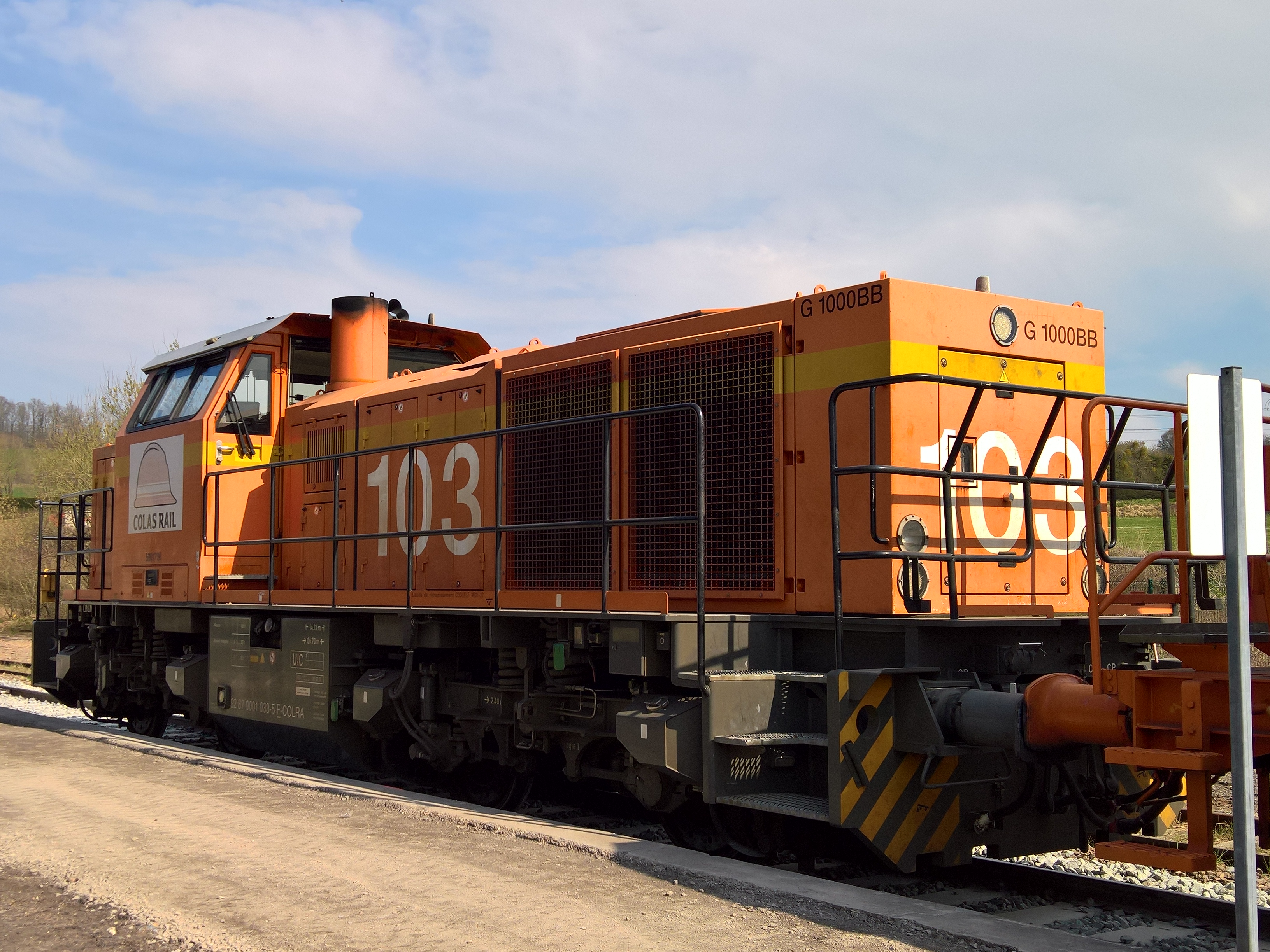
G 1000 BB n°103 de Colas Rail